# Rocky Graziano
Thomas Rocco Barbella, mer känd som Rocky Graziano, född 1 januari 1919 i Brooklyn i New York, död 22 maj 1990 i New York, var en amerikansk professionell boxare. Han var världsmästare i mellanvikt 1947–1948, då han erövrade titeln från Tony Zale i den andra av deras tre inbördes matcher och sedan förlorade den i den tredje. Graziano försökte senare återta titeln av Sugar Ray Robinson 1952 men misslyckades.
Grazianos slutliga matchstatistik omfattar 67 segrar (52 på KO), 10 förluster och 6 oavgjorda.

## Populärkultur
Rocky Grazianos trassliga privatliv och hans väg ur kriminalitet och misär med boxningens hjälp har bland annat gestaltats av Paul Newman i filmen Gatans kung (Somebody Up There Likes Me, 1956), som bygger på Grazianos självbiografi med samma namn.